# Leonhard Beck

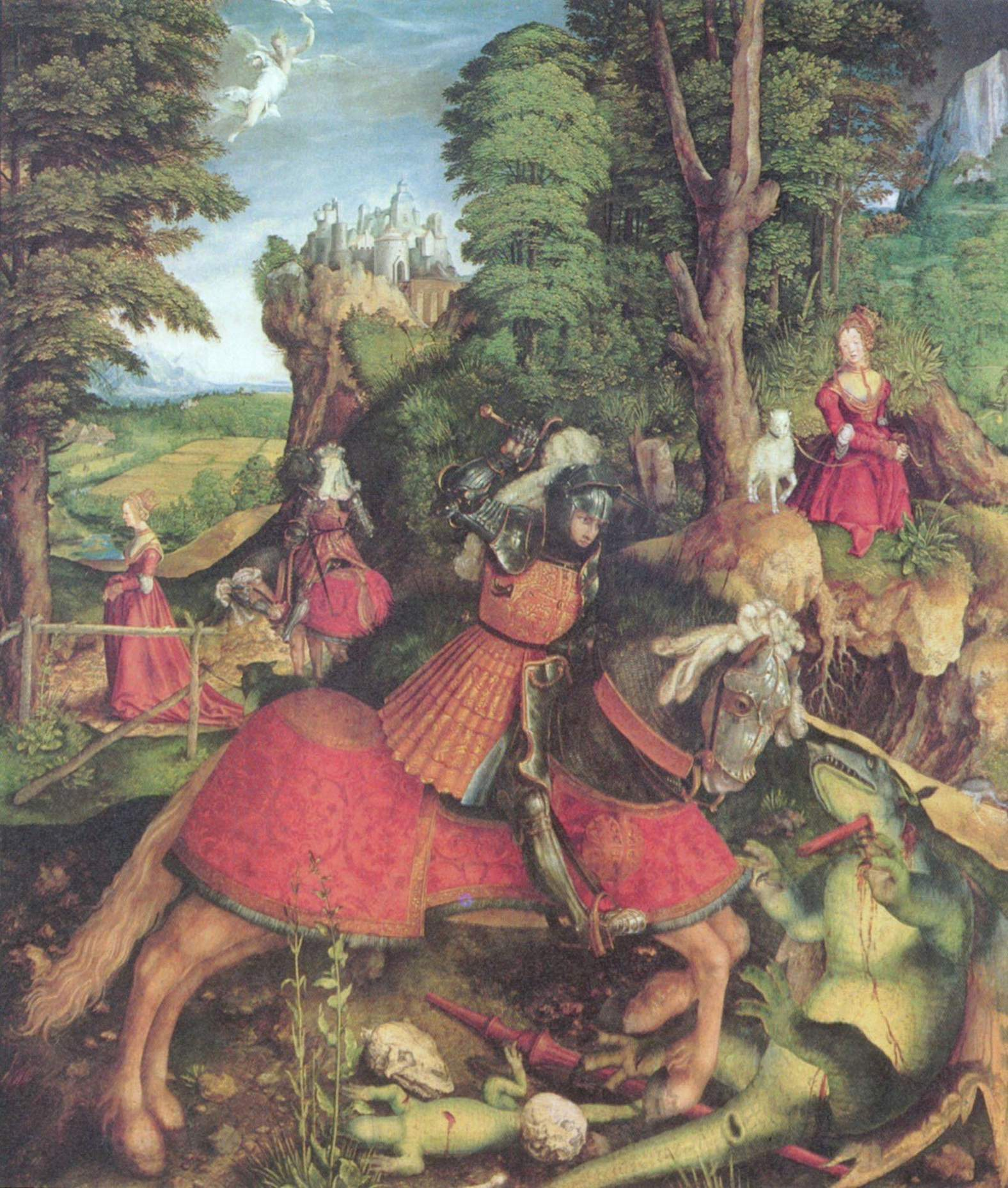
San Jorge matando al dragón, pintura al óleo (Viena, Kunsthistorisches Museum).

Leonhard Beck (¿?, h. 1480 – Augsburgo, 1542) fue un artista alemán especializado en diseñar grabados en xilografía.
Fundamentalmente conocido por su labor en el grabado, es uno de los artistas de segunda fila que, a la sombra de los grandes genios (Durero, Hans Burgkmair, Albrecht Altdorfer), contribuyeron al esplendor del arte gráfico de la época.

## Vida y obra
Artista mal conocido, su nacimiento se sitúa hacia 1480; su padre fue Georg Beck, un pintor de miniaturas activo en Augsburgo. Se cree que Leonhard pudo formarse en el taller de Hans Holbein el Viejo, padre del famoso retratista.
De él se conocen diversas pinturas, como dos conservadas en el Kunsthistorisches Museum de Viena: San Jorge matando al dragón y un Retrato de hombre. Con todo, su notoriedad actual se debe a su colaboración en varios proyectos editoriales impulsados por el emperador Maximiliano I, abuelo de Carlos I de España.
Beck colaboró con Hans Burgkmair y Hans Schaüfelein en la serie de 118 xilografías creada para el libro caballeresco Theuerdank. De los varios proyectos editoriales de Maximiliano, éste fue el único que se llegó a publicar en vida del monarca, en 1517 (falleció dos años después). Leonhard Beck elaboró parte de las ilustraciones, entre 1511 y 1515. Algunos de los ejemplares de dicho libro fueron coloreados a mano. Uno de ellos, conservado en Múnich (Bayerische Staatsbibliothek), ha sido recientemente difundido por la editorial Taschen mediante una edición facsímil.
También fue mayoritaria la aportación de Beck a otro escrito de Maximiliano, el Weisskunig, para el cual diseñó 127 de los 251 tacos (matrices) conocidos. Burgkmair elaboró otros 118. Este libro quedó inconcluso a la muerte del emperador, y los tacos de madera grabados quedaron inéditos hasta que el experto Adam von Bartsch los dio a conocer en el siglo XVIII.
Su última gran obra gráfica fue una serie de 123 xilografías, Genealogía de la Casa de Habsburgo, que recopilaba imágenes de santos que Maximiliano vinculaba a su linaje.
Beck también trabajó diseñando capitales (letras mayúsculas ornamentadas) para libros de lujo.
Algunos biógrafos le mencionan como probable maestro de Christoph Amberger en la década de 1520.